# 婁圭
婁圭（155年左右—211年後），字子伯，南陽郡人，曹操屬下謀士及將軍。曾在取荊州及潼關之戰中協助曹操，後被曹操所殺。

## 生平
婁圭年輕時曾與曹操交往，後因為藏匿亡命之徒而被關押並將要處死，他於是越獄逃走，又更換了衣服，裝成協助官吏追捕自己的人，成功騙過追捕的官吏，脫離險境。初平年間，婁圭在荊州招募部眾依靠荊州牧劉表，並為其招集北來士眾。扶風人王忠當時也因三輔饑荒而南出武關，遇上婁圭，但王忠根本不想歸附劉表，於是和其他人一起襲擊婁圭，盡奪其軍隊，接著歸降曹操。後來婁圭也轉屬曹操，並得禮待，獲任命為大將，但不掌軍隊，而主要參與謀劃軍國大事。
建安十三年（208年），曹操南攻荊州，荊州牧劉琮歸降，當時眾將都擔憂其中有詐，但婁圭以劉琮以代表天子命令的符節歸降，認定他是真心的，勸曹操相信，曹操認同，於是繼續進軍，兵不血刃取得劉琮控制的荊州。至建安十六年（211年），曹操進攻叛變的馬超等人，潼關之戰爆發，至九月時曹操嘗試渡過渭河，但每每為馬超騎兵所襲，無法建起營壘，而岸邊又多沙，無法築城壘。婁圭於是說可以籍寒冷的天氣以水混和沙子築壘，一夜之間就可以建成城壘防守了。曹操照作，果然有效，最終讓大軍得以渡過渭河。
曹操對婁圭的待遇亦相當高，婁家積財達千金，曹操自己亦說過：「婁子伯比我還富貴，就權勢不及我矣。」婁圭於潼關之戰中屢建有功，更讓曹操讚嘆其計謀。後來，婁圭與習授同車，看到曹操外出，習授說:「父子這樣都很高興嘛。」婁圭卻說:「人生在世，事情要自己做，怎麼能光看別人？」習授卻將這番話報告給曹操，曹操遂以其恃舊不虔，將之收治殺害。

## 演義內容
《三國演義》中改寫婁圭為隱居於終南山的京兆郡人，道號“夢梅居士”，潼關之戰時出現獻計助曹操築城，曹操欲賞賜婁圭，但圭不收而告辭，後再沒出場。

## 特徵
《吳書》有說其年少時有雄才大略，常嘆息:「男兒在世，會得到數万軍隊，千萬匹寶馬在身後 。」其同伴當笑話來嘲笑。

## 評論
- 曹操：「子伯之計，孤不及也。」「娄子伯富乐于孤，但势不如孤耳。」
- 鱼豢：「古人有言曰：‘得鸟者，罗之一目也，然张一目之罗，终不得鸟矣。鸟能远飞，远飞者，六翮之力也，然无众毛之助，则飞不远矣。’以此推之，大魏之作，虽有功臣，亦未必非兹辈胥附之由也。」

## 衍生形象

### 电子游戏
- 《三国杀》移动版实装的魏势力武将